# Jacques Santini
Jacques Santini (Delle, 25 aprile 1952) è un ex calciatore e allenatore di calcio francese, di ruolo centrocampista.

## Carriera

### Giocatore
Durante gli anni settanta giocò per il Saint-Étienne, raggiungendo con i Verts la finale di Coppa dei Campioni nel 1976, ma perdendola contro il Bayern Monaco per 1-0. Inoltre militò nel Montpellier.

### Allenatore
Santini nella sua carriera ha allenato Tolosa, Lilla, Saint-Étienne, Sochaux, Olympique Lyonnais, Nazionale francese e Tottenham.
Nell'estate 2002 sostituì Roger Lemerre sulla panchina dei Bleus, qualificandosi per l'Europeo 2004. I transalpini, campioni in carica, furono battuti dalla Grecia nei quarti di finale; dopo il torneo, Santini fu rimpiazzato da Raymond Domenech.
Noto al Tottenham Hotspur per il suo stile difensivo, in Inghilterra Santini cominciò molto bene, con una serie di vittorie per 1-0; il Tottenham stava però peggiorando quando lui annunciò le dimissioni dopo 13 gare con gli Spurs. Ufficialmente Santini lasciò l'Inghilterra a causa di problemi personali, spesso fu citata una malattia della moglie, comunque si è detto più volte che una serie di dissensi con il direttore sportivo Frank Arnesen fu il motivo della partenza.
Tra il 2005 ed il 2006 Santini ha allenato l'Auxerre in Ligue 1, dove è subentrato allo storico allenatore Guy Roux (rimasto sulla panchina della squadra per quasi 44 anni), venendo esonerato dopo aver fallito la qualificazione alle coppe europee.

## Statistiche

### Statistiche da allenatore

#### Club
Statistiche aggiornate al 8 marzo 2025. In grassetto le competizioni vinte.
| Stagione               | Squadra                | Campionato             | Campionato | Campionato | Campionato | Campionato | Coppe nazionali | Coppe nazionali | Coppe nazionali | Coppe nazionali | Coppe nazionali | Coppe continentali | Coppe continentali | Coppe continentali | Coppe continentali | Coppe continentali | Altre coppe | Altre coppe | Altre coppe | Altre coppe | Altre coppe | Totale | Totale | Totale | Totale | % Vittorie | Piazzamento      |
| Stagione               | Squadra                | Comp                   | G          | V          | N          | P          | Comp            | G               | V               | N               | P               | Comp               | G                  | V                  | N                  | P                  | Comp        | G           | V           | N           | P           | G      | V      | N      | P      | %          | Piazzamento      |
| ---------------------- | ---------------------- | ---------------------- | ---------- | ---------- | ---------- | ---------- | --------------- | --------------- | --------------- | --------------- | --------------- | ------------------ | ------------------ | ------------------ | ------------------ | ------------------ | ----------- | ----------- | ----------- | ----------- | ----------- | ------ | ------ | ------ | ------ | ---------- | ---------------- |
| 1985-1986              | Tolosa                 | D1                     | 38         | 18         | 7          | 13         | CF              | 1               | 0               | 0               | 1               | -                  | -                  | -                  | -                  | -                  | -           | -           | -           | -           | -           | 39     | 18     | 7      | 14     | 46,15      | 4°               |
| 1986-1987              | Tolosa                 | D1                     | 38         | 18         | 12         | 8          | CF              | 5               | 2               | 1               | 2               | CU                 | 4                  | 2                  | 0                  | 2                  | -           | -           | -           | -           | -           | 47     | 22     | 13     | 12     | 46,81      | 3°               |
| 1987-1988              | Tolosa                 | D1                     | 38         | 14         | 7          | 17         | CF              | 5               | 2               | 2               | 1               | CU                 | 4                  | 2                  | 1                  | 1                  | -           | -           | -           | -           | -           | 47     | 18     | 10     | 19     | 38,30      | 14°              |
| 1988-1989              | Tolosa                 | D1                     | 38         | 12         | 15         | 11         | CF              | 3               | 1               | 0               | 2               | -                  | -                  | -                  | -                  | -                  | -           | -           | -           | -           | -           | 41     | 13     | 15     | 13     | 31,71      | 10°              |
| Totale Tolosa          | Totale Tolosa          | Totale Tolosa          | 152        | 62         | 41         | 49         |                 | 14              | 5               | 3               | 6               |                    | 8                  | 4                  | 1                  | 3                  |             | -           | -           | -           | -           | 174    | 71     | 45     | 58     | 40,80      |                  |
| 1989-1990              | Lilla                  | D1                     | 38         | 12         | 9          | 17         | CF              | 3               | 2               | 1               | 0               | -                  | -                  | -                  | -                  | -                  | -           | -           | -           | -           | -           | 41     | 14     | 10     | 17     | 34,15      | 17°              |
| 1990-1991              | Lilla                  | D1                     | 38         | 11         | 17         | 10         | CF              | 2               | 1               | 0               | 1               | -                  | -                  | -                  | -                  | -                  | -           | -           | -           | -           | -           | 40     | 12     | 17     | 11     | 30,00      | 6°               |
| 1991-1992              | Lilla                  | D1                     | 38         | 11         | 13         | 14         | CF              | 1               | 0               | 0               | 1               | -                  | -                  | -                  | -                  | -                  | -           | -           | -           | -           | -           | 39     | 11     | 13     | 15     | 28,21      | 13°              |
| Totale Lilla           | Totale Lilla           | Totale Lilla           | 114        | 44         | 39         | 41         |                 | 6               | 3               | 1               | 2               |                    | -                  | -                  | -                  | -                  |             | -           | -           | -           | -           | 120    | 47     | 40     | 43     | 39,17      |                  |
| 1992-1993              | Saint-Étienne          | D1                     | 38         | 13         | 17         | 8          | CF              | 5               | 3               | 1               | 1               | -                  | -                  | -                  | -                  | -                  | -           | -           | -           | -           | -           | 43     | 16     | 18     | 9      | 37,21      | 7°               |
| 1993-1994              | Saint-Étienne          | D1                     | 38         | 12         | 13         | 13         | CF              | 1               | 0               | 1               | 0               | -                  | -                  | -                  | -                  | -                  | -           | -           | -           | -           | -           | 39     | 12     | 14     | 13     | 30,77      | 11°              |
| Totale Saint-Etienne   | Totale Saint-Etienne   | Totale Saint-Etienne   | 76         | 25         | 30         | 21         |                 | 6               | 3               | 2               | 1               |                    | -                  | -                  | -                  | -                  |             | -           | -           | -           | -           | 82     | 28     | 32     | 22     | 34,15      |                  |
| dic. 1994-1995         | Sochaux                | D1                     | 18         | 1          | 2          | 15         | CF+CdL          | 1+1             | 0+0             | 1+0             | 0+1             | -                  | -                  | -                  | -                  | -                  | -           | -           | -           | -           | -           | 20     | 1      | 3      | 16     | &5,00      | Sub. 20° (retr.) |
| 2000-2001              | O. Lione               | D1                     | 34         | 17         | 13         | 4          | CF+CdL          | 5+5             | 1+5             | 2+0             | 2+0             | UCL                | 14                 | 7                  | 2                  | 5                  | -           | -           | -           | -           | -           | 58     | 30     | 17     | 11     | 51,72      | 2°               |
| 2001-2002              | O. Lione               | D1                     | 34         | 20         | 6          | 8          | CF+CdL          | 2+2             | 1+0             | 0+2             | 1+0             | UCL+CU             | 6+4                | 3+1                | 0+1                | 3+2                | -           | -           | -           | -           | -           | 48     | 25     | 9      | 14     | 52,08      | 1°               |
| Totale Olympique Lione | Totale Olympique Lione | Totale Olympique Lione | 68         | 37         | 19         | 12         |                 | 14              | 7               | 4               | 3               |                    | 24                 | 11                 | 3                  | 10                 |             | -           | -           | -           | -           | 106    | 55     | 26     | 25     | 51,89      |                  |
| ago.-nov. 2004         | Tottenham              | PL                     | 11         | 3          | 4          | 4          | FACup+CdL       | 0+2             | 0+2             | 0+0             | 0+0             | -                  | -                  | -                  | -                  | -                  | -           | -           | -           | -           | -           | 13     | 5      | 4      | 4      | 38,46      | Dimis.           |
| 2005-2006              | Auxerre                | L1                     | 38         | 17         | 8          | 13         | CF+CdL          | 2+2             | 1+1             | 0+1             | 1+0             | CU                 | 2                  | 1                  | 0                  | 1                  | SF          | 1           | 0           | 0           | 1           | 45     | 20     | 9      | 16     | 44,44      | 6°               |
| Totale carriera        | Totale carriera        | Totale carriera        | 477        | 189        | 143        | 155        |                 | 48              | 22              | 12              | 14              |                    | 34                 | 16                 | 4                  | 14                 |             | 1           | 0           | 0           | 1           | 560    | 227    | 159    | 184    | 40,54      |                  |

#### Nazionale nel dettaglio
| 2002             | Francia        | Qual. Europeo 2004      | 1º nel Gruppo 1, qualificato | 8  | 8  | 0 | 0 | 100,00& | 29 | 2  | +27 |
| 2003             | Francia        | Qual. Europeo 2004      | 1º nel Gruppo 1, qualificato | 0  | 0  | 0 | 0 | —       | 0  | 0  | 0   |
| 2003             | Francia        | Confederations Cup 2003 | Vincitore                    | 5  | 5  | 0 | 0 | 100,00& | 12 | 3  | +9  |
| 2004             | Francia        | Europeo 2004            | Quarti di finale             | 4  | 2  | 1 | 1 | 50,00   | 7  | 5  | +2  |
| Dal 2002 al 2004 | Francia        | Amichevoli              |                              | 11 | 7  | 3 | 1 | 63,64   | 21 | 3  | +18 |
| Totale Francia   | Totale Francia | Totale Francia          | Totale Francia               | 28 | 22 | 4 | 2 | 78,57   | 69 | 13 | +56 |

### Panchine da commissario tecnico della nazionale francese
| Cronologia completa delle presenze e delle reti in nazionale ― Francia | Cronologia completa delle presenze e delle reti in nazionale ― Francia | Cronologia completa delle presenze e delle reti in nazionale ― Francia | Cronologia completa delle presenze e delle reti in nazionale ― Francia | Cronologia completa delle presenze e delle reti in nazionale ― Francia | Cronologia completa delle presenze e delle reti in nazionale ― Francia | Cronologia completa delle presenze e delle reti in nazionale ― Francia | Cronologia completa delle presenze e delle reti in nazionale ― Francia |
| Data                                                                   | Città                                                                  | In casa                                                                | Risultato                                                              | Ospiti                                                                 | Competizione                                                           | Reti                                                                   | Note                                                                   |
| ---------------------------------------------------------------------- | ---------------------------------------------------------------------- | ---------------------------------------------------------------------- | ---------------------------------------------------------------------- | ---------------------------------------------------------------------- | ---------------------------------------------------------------------- | ---------------------------------------------------------------------- | ---------------------------------------------------------------------- |
| 21-8-2002                                                              | Radès                                                                  | Tunisia                                                                | 1 – 1                                                                  | Francia                                                                | Amichevole                                                             | Mikaël Silvestre                                                       | Cap:                                                                   |
| 7-9-2002                                                               | Nicosia                                                                | Cipro                                                                  | 1 – 2                                                                  | Francia                                                                | Qual. Euro 2004                                                        | Djibril Cissé Sylvain Wiltord                                          | Cap:                                                                   |
| 12-10-2002                                                             | Saint-Denis                                                            | Francia                                                                | 5 – 0                                                                  | Slovenia                                                               | Qual. Euro 2004                                                        | Thierry Henry 2 Steve Marlet Sidney Govou                              | Cap:                                                                   |
| 16-10-2002                                                             | La Valletta                                                            | Malta                                                                  | 0 – 4                                                                  | Francia                                                                | Qual. Euro 2004                                                        | 2 Thierry Henry Sylvain Wiltord Éric Carrière                          | Cap:                                                                   |
| 20-11-2002                                                             | Saint-Denis                                                            | Francia                                                                | 3 – 0                                                                  | Jugoslavia                                                             | Amichevole                                                             | 2 Éric Carrière Olivier Kapo                                           | Cap:                                                                   |
| 12-2-2003                                                              | Saint-Denis                                                            | Francia                                                                | 0 – 2                                                                  | Rep. Ceca                                                              | Amichevole                                                             | -                                                                      | Cap:                                                                   |
| 29-3-2003                                                              | Lens                                                                   | Francia                                                                | 6 – 0                                                                  | Malta                                                                  | Qual. Euro 2004                                                        | Sylvain Wiltord 2 Thierry Henry 2 Zinédine Zidane David Trezeguet      | Cap:                                                                   |
| 2-4-2003                                                               | Palermo                                                                | Israele                                                                | 1 – 2                                                                  | Francia                                                                | Qual. Euro 2004                                                        | David Trezeguet Zinédine Zidane                                        | Cap:                                                                   |
| 30-4-2003                                                              | Saint-Denis                                                            | Francia                                                                | 5 – 0                                                                  | Egitto                                                                 | Amichevole                                                             | 2 Thierry Henry Robert Pirès Djibril Cissé Olivier Kapo                | Cap:                                                                   |
| 18-6-2003                                                              | Lione                                                                  | Francia                                                                | 1 – 0                                                                  | Colombia                                                               | Conf. Cup 2003 - 1º turno                                              | Thierry Henry                                                          | Cap:                                                                   |
| 20-6-2003                                                              | Saint-Étienne                                                          | Francia                                                                | 2 – 1                                                                  | Giappone                                                               | Conf. Cup 2003 - 1º turno                                              | Robert Pirès Sidney Govou                                              | Cap:                                                                   |
| 22-6-2003                                                              | Saint-Denis                                                            | Francia                                                                | 5 – 0                                                                  | Nuova Zelanda                                                          | Conf. Cup 2003 - 1º turno                                              | Olivier Kapo Thierry Henry Djibril Cissé Ludovic Giuly Robert Pirès    | Cap:                                                                   |
| 26-6-2003                                                              | Saint-Denis                                                            | Francia                                                                | 3 – 2                                                                  | Turchia                                                                | Conf. Cup 2003 - Semifinale                                            | Thierry Henry Robert Pirès Sylvain Wiltord                             | Cap:                                                                   |
| 29-6-2003                                                              | Saint-Denis                                                            | Camerun                                                                | 0 – 1 dts                                                              | Francia                                                                | Conf. Cup 2003 - Finale                                                | Thierry Henry                                                          | Cap:                                                                   |
| 20-8-2003                                                              | Ginevra                                                                | Svizzera                                                               | 0 – 2                                                                  | Francia                                                                | Amichevole                                                             | Sylvain Wiltord Steve Marlet                                           | Cap:                                                                   |
| 6-9-2003                                                               | Saint-Denis                                                            | Francia                                                                | 5 – 0                                                                  | Cipro                                                                  | Qual. Euro 2004                                                        | 2 David Trezeguet 2 Sylvain Wiltord Thierry Henry                      | Cap:                                                                   |
| 10-9-2003                                                              | Lubiana                                                                | Slovenia                                                               | 0 – 2                                                                  | Francia                                                                | Qual. Euro 2004                                                        | David Trezeguet Olivier Dacourt                                        | Cap:                                                                   |
| 11-10-2003                                                             | Saint-Denis                                                            | Francia                                                                | 3 – 0                                                                  | Israele                                                                | Qual. Euro 2004                                                        | Thierry Henry David Trezeguet Jean-Alain Boumsong                      | Cap:                                                                   |
| 15-10-2003                                                             | Gelsenkirchen                                                          | Germania                                                               | 0 – 3                                                                  | Francia                                                                | Amichevole                                                             | Thierry Henry 2 David Trezeguet                                        | Cap:                                                                   |
| 18-2-2004                                                              | Bruxelles                                                              | Belgio                                                                 | 0 – 2                                                                  | Francia                                                                | Amichevole                                                             | Sidney Govou Louis Saha                                                | Cap:                                                                   |
| 31-3-2004                                                              | Rotterdam                                                              | Paesi Bassi                                                            | 0 – 0                                                                  | Francia                                                                | Amichevole                                                             | -                                                                      | Cap:                                                                   |
| 20-5-2004                                                              | Saint-Denis                                                            | Francia                                                                | 0 – 0                                                                  | Brasile                                                                | Amichevole                                                             | -                                                                      | Cap:                                                                   |
| 28-5-2004                                                              | Montpellier                                                            | Francia                                                                | 4 – 0                                                                  | Andorra                                                                | Amichevole                                                             | 2 Sylvain Wiltord Louis Saha Steve Marlet                              | Cap:                                                                   |
| 6-6-2004                                                               | Saint-Denis                                                            | Francia                                                                | 1 – 0                                                                  | Ucraina                                                                | Amichevole                                                             | Zinédine Zidane                                                        | Cap:                                                                   |
| 13-6-2004                                                              | Lisbona                                                                | Inghilterra                                                            | 1 – 2                                                                  | Francia                                                                | Euro 2004 - 1º turno                                                   | 2 Zinédine Zidane                                                      | Cap:                                                                   |
| 17-6-2004                                                              | Leiria                                                                 | Croazia                                                                | 2 – 2                                                                  | Francia                                                                | Euro 2004 - 1º turno                                                   | autorete David Trezeguet                                               | Cap:                                                                   |
| 21-6-2004                                                              | Coimbra                                                                | Svizzera                                                               | 1 – 3                                                                  | Francia                                                                | Euro 2004 - 1º turno                                                   | Zinédine Zidane 2 Thierry Henry                                        | Cap:                                                                   |
| 25-6-2004                                                              | Lisbona                                                                | Francia                                                                | 0 – 1                                                                  | Grecia                                                                 | Euro 2004 - Quarti di finale                                           | -                                                                      | Cap:                                                                   |
| Totale                                                                 |                                                                        | Presenze                                                               | 28                                                                     |                                                                        | Reti                                                                   | 69                                                                     |                                                                        |

## Palmarès

### Giocatore
- Supercoppa francese: 1

Saint-Étienne: 1969
- Campionato francese: 5

Saint-Étienne: 1969-1970, 1973-1974, 1974-1975, 1975-1976, 1980-1981
- Coppa di Francia: 4

Saint-Étienne: 1969-1970, 1973-1974, 1974-1975, 1976-1977

### Allenatore

#### Club
- Coppa di Lega francese: 1

Lione: 2000-2001
- Campionato francese: 1

Lione: 2001-2002
- Confederations Cup: 1

Francia: 2003

#### Individuale
- Allenatore francese dell'anno: 1

2002